# John Rouse Merriott Chard

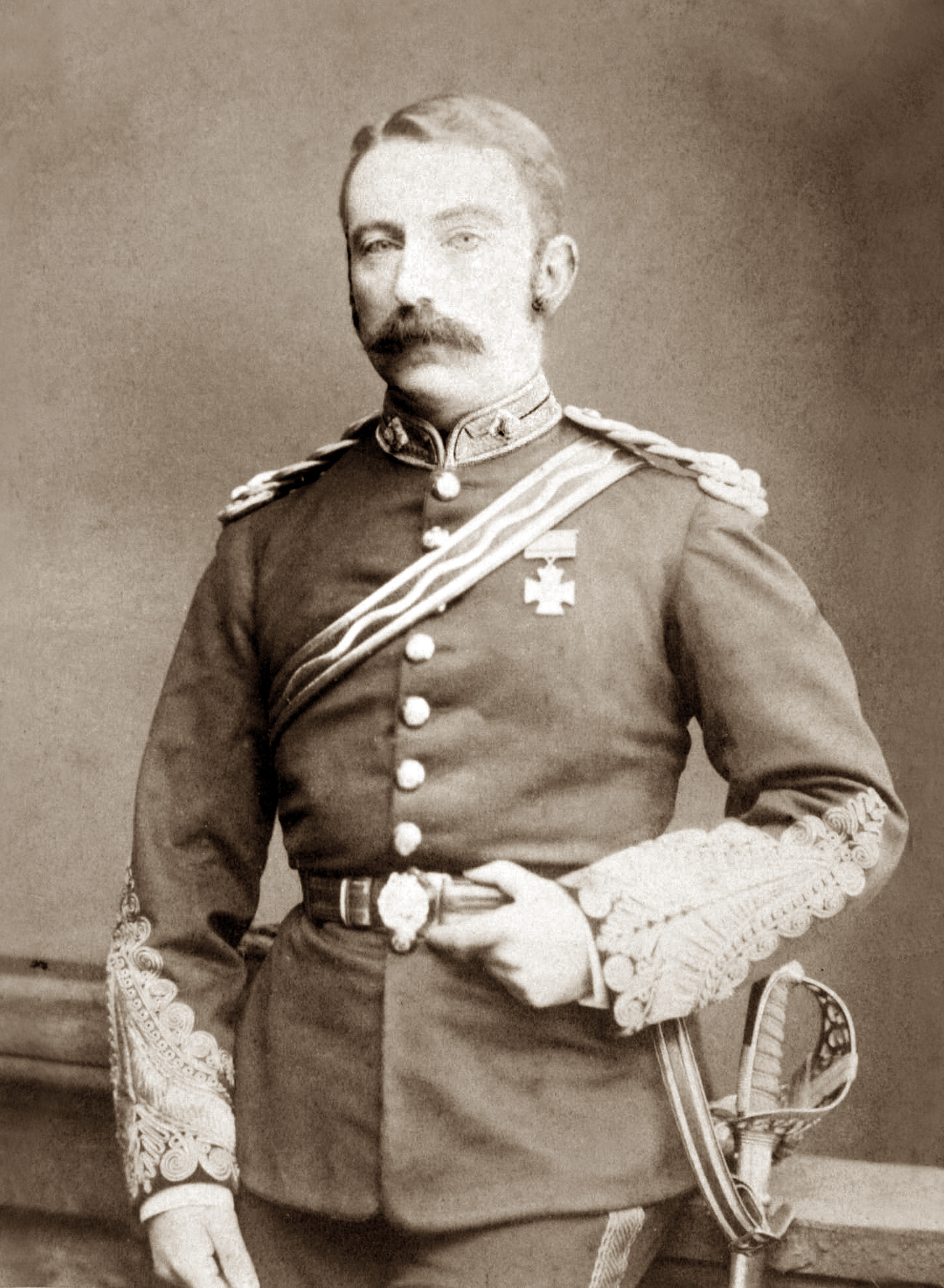
John Rouse Merriott Chard

John Rouse Merriott Chard VC (* 21. Dezember 1847 in Boxhill bei Plymouth; † 1. November 1897 in Hatch Beauchamp bei Taunton) war ein britischer Offizier und Träger des Victoria-Kreuzes. Er kommandierte die britischen Truppen in der Schlacht um Rorke’s Drift.
Chard trat am 14. Juli 1869 als Lieutenant der Royal Engineers (Pioniertruppe) in die British Army ein. Zuerst wurde er auf den Bermudas stationiert und konstruierte Verteidigungsanlagen im Hafen von Hamilton. Danach ging er nach Malta um die dortigen Verteidigungsanlagen zu verbessern. 1876 kehrte er nach England zurück und diente in der 5th Company Royal Engineers in der Garnison Aldershot. 

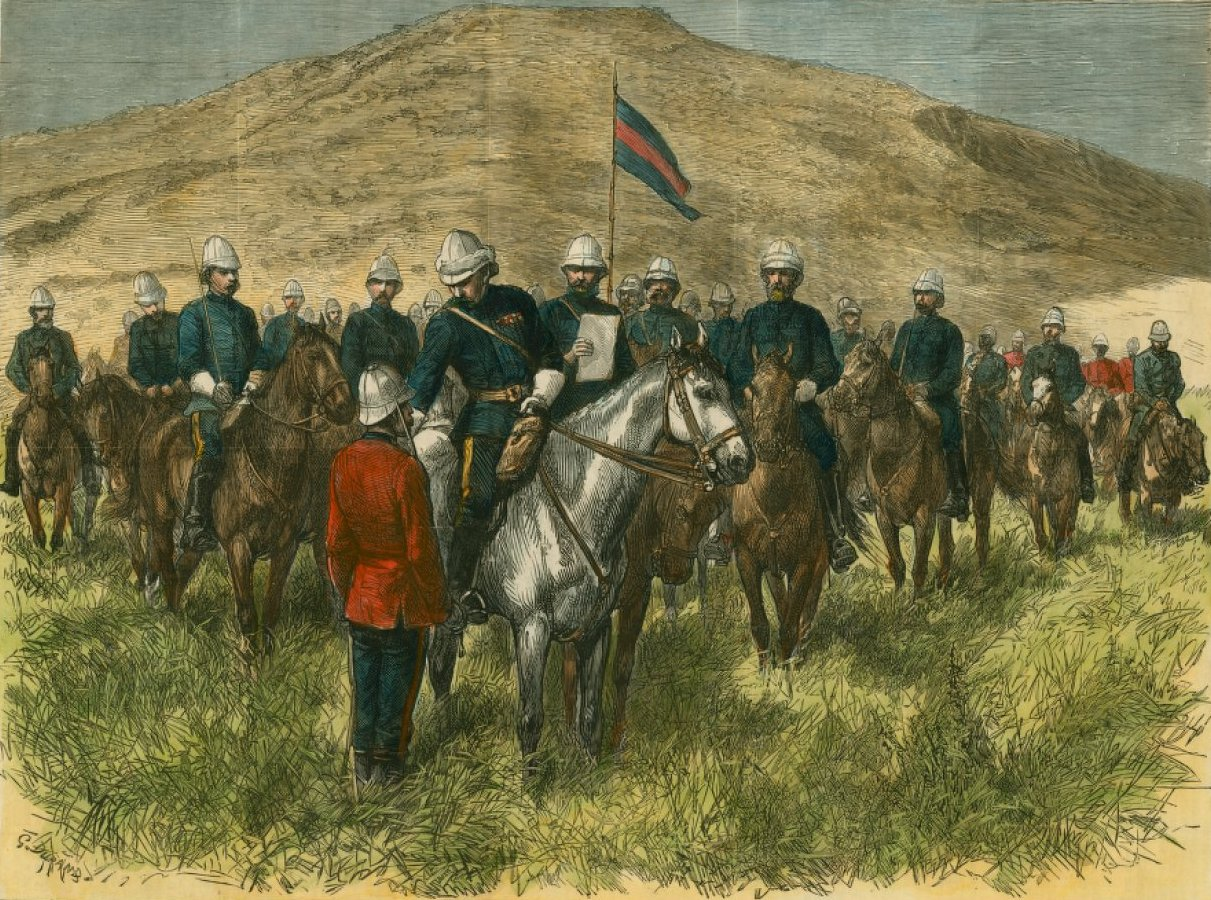
General Wolseley verleiht Chard das Victoria-Kreuz

Am 2. Dezember 1878 wurde die Einheit, durch Anforderung des dortigen Befehlshaber Lord Chelmsford, in die Kolonie Natal verlegt. Dies erfolgte in Vorbereitung auf den Krieg mit den Zulu. Am 5. Januar wurde Chard beauftragt mit einigen Sappeuren eine Brücke über den Buffalo River, an der Grenze zwischen Natal und dem Königreich Zululand zu errichten. Am 19. Januar traf Chard mit seinen Männern am Buffalo River, in der Nähe der Missionsstation Rorke’s Drift, ein. Am 22. Januar wurde er zu Chelmsford nach Isandhlwana beordert. Nachdem er dort eintraf, wurde ihm mitgeteilt, dass nur seine Männer in Isandhlwana bleiben sollten, woraufhin er nach Rorke’s Drift zurückkehrte. Am 22. Januar 1879 wurde die Station von ca. 4.000 Zulu angegriffen. Chard führte die Verteidigung dieses Postens gemeinsam mit Lieutenant Gonville Bromhead. 139 britische Soldaten lieferten den angreifenden Zulus einen zähen Abwehrkampf. Für seine Verdienste in dieser Schlacht erhielt er das prestigeträchtige Victoria-Kreuz, die höchste Auszeichnung Großbritanniens für überragende Tapferkeit im Angesicht des Feindes und wurde zum Captain und Brevet-Major befördert.
Von 1892 bis 1896 kommandierte Chard, im Rang eines Lieutenant-Colonel die Royal Engineers in Singapur. 1897 wurde er zum Colonel befördert und nach Schottland versetzt. Er starb 1897 an Krebs in Hatch Beauchamp bei Taunton.
Seine Rolle im Film Zulu wurde 1964 durch Stanley Baker gespielt. Michael Caine spielte darin die Rolle des Gonville Bromhead.